# Аксель-Олаф Леве
Аксель-Олаф Леве (Льове) (нім. Axel-Olaf Loewe; 3 січня 1909, Кіль — 18 грудня 1984) — німецький підводник, корветтен-капітан крігсмаріне.

## Біографія
Поступив на службу в рейхсмаріне 1 квітня 1928 року, до вересня 1939 року служив у військово-морській академії, з жовтня 1939 по жовтень 1940 року — у штабі ОКВ. З листопада 1940 по квітень 1941 року проходив підготовку підводника. З 8 по 30 травня 1941 року проходив тренування на човні U-74 в якості тимчасового командира. З липня по серпень 1941 року вивчав будівництво підводних човнів. З 26 серпня 1941 по 5 вересня 1942 року — командир U-505, на якій здійснив 3 походи (182 дні в морі) і потопив 7 кораблів загальним тоннажем 37 832 брт. Під час другого походу потопив 4 кораблі за 86 днів у Південній Атлантиці.
| Дата           | Назва корабля | Тип               | Тоннаж | Вантаж | Екіпаж | Загинули | Країна             |
| -------------- | ------------- | ----------------- | ------ | --- | ------ | -------- | ------------------ |
| 5 березня 1942 | Benmohr       | Торговий пароплав | 5,920  | 8539 тонн генеральних вантажів, включаючи сріблні злитки, чавун і гуму                                         | 56     | 0        | Британська імперія |
| 6 березня 1942 | Sydhav        | Тепловий танкер   | 7,587  | 11 400 тонн нафти                                                                                              | 36     | 12       | Норвегія           |
| 3 квітня 1942  | West Irmo     | Торговий пароплав | 5,775  | 3800 тонн генеральних вантажів                                                                                 | 109    | 10       | США                |
| 4 квітня 1942  | Alphacca      | Торговий пароплав | 5,759  | 6590 тонн генеральних вантажів, у тому числі 2003 тонни міді, 25 тонн ванадію та 400 тонн цинку                | 67     | 15       | Нідерланди         |
| 28 червня 1942 | Sea Thrush    | Торговий пароплав | 5,447  | 6800 тонн генеральних вантажів і військових матеріалів, включаючи боєприпаси і авіацію                         | 66     | 0        | США                |
| 29 червня 1942 | Thomas McKean | Торговий пароплав | 7,191  | 9000 тонн ленд-лізівських військових припасів, включаючи танки, продовольство та 11 літаків як палубний вантаж | 60     | 5        | США                |
| 22 липня 1942  | Urious        | Вітрильник        | 153    | | ?      | 13       | Колумбія           |

Після здачі командування човном Леве служив у штабі оперативного командування підводними човнами до липня 1944 року. З липня 1944 по квітень 1945 року служив при Альберті Шпеері. Наприкінці війни служив у військово-морському протитанковому полку. Після капітуляції Німеччини заарештований, звільнений 30 грудня 1945 року.

## Звання
- Кандидат в офіцери (1 квітня 1928)
- Морський кадет (10 жовтня 1928)
- Фенріх-цур-зее (1 січня 1930)
- Оберфенріх-цур-зее (1 квітня 1932)
- Лейтенант-цур-зее (1 жовтня 1932)
- Оберлейтенант-цур-зее (1 вересня 1934)
- Капітан-лейтенант (1 червня 1937)
- Корветтен-капітан (1 червня 1942)

## Нагороди
- Медаль «За вислугу років у Вермахті» 4-го класу (4 роки)
- Нагрудний знак підводника (4 лютого 1942)
- Залізний хрест 2-го і 1-го класу (8 травня 1942) — отримав 2 нагороди одночасно.